# Rue Saint-Laurent (Grenoble)
La Saint-Laurent est une voie publique de la commune française de Grenoble située dans le quartier Saint-Laurent, un des secteurs les plus anciens et historiques de la ville de Grenoble et le seul à être situé sur la rive droite de l'Isère.

## Situation et accès

### Situation et description

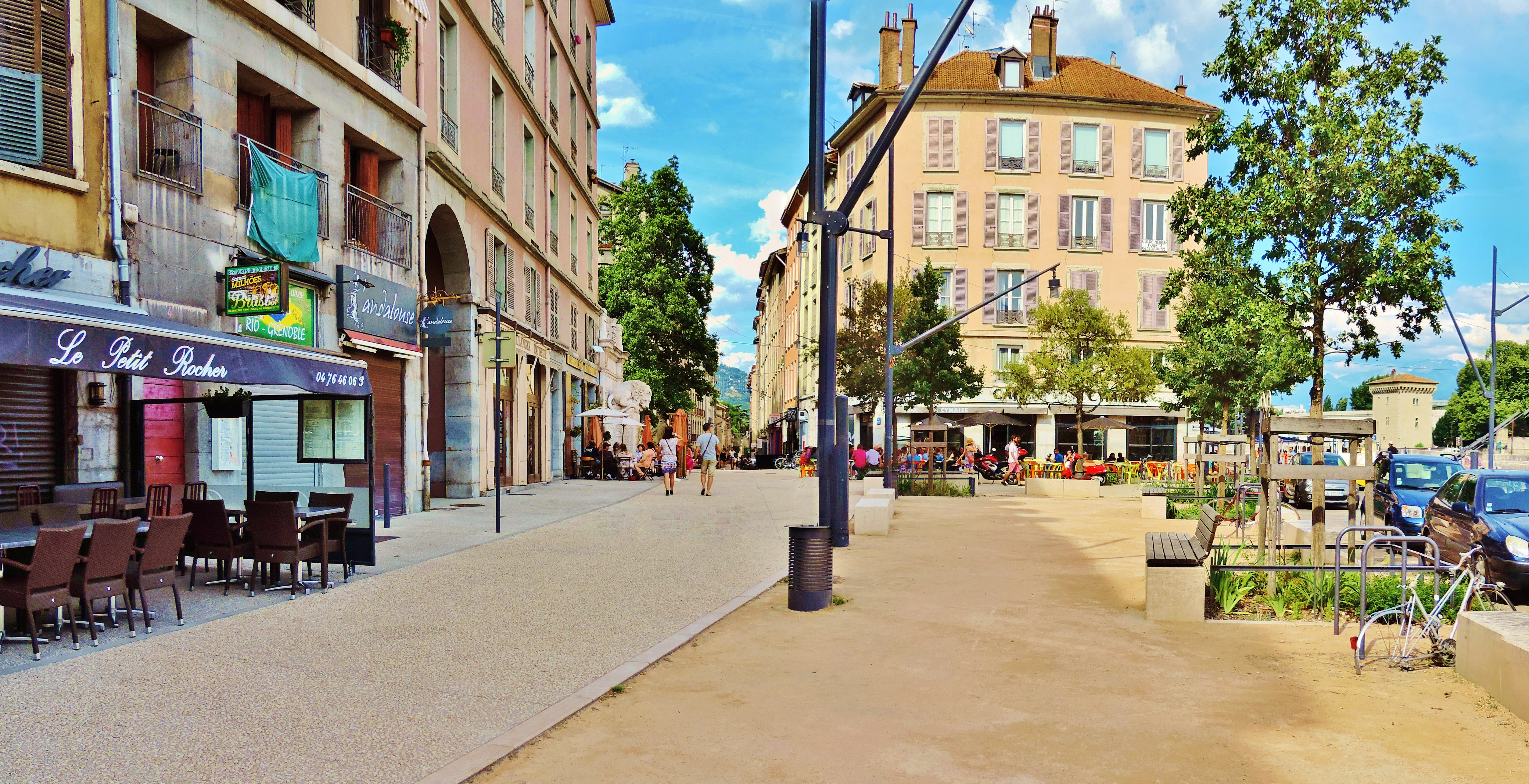
Place de la Cymaise, Montée de Chalemont et rue Saint-Laurent.

Principale rue de son quartier, la rue Saint-Laurent, voie assez étroite et bordée de maisons anciennes, est située dans le quartier Saint-Laurent à Grenoble, secteur urbain assez dense, positionné entre l'Isère et les premières pentes du mont Rachais, marqué par le replat du mont Jalla, lequel constitue l'extrémité sud du massif de la Chartreuse. Elle débute quai Perrière et se termine place Saint-Laurent.
La voie est située à l'extrémité de la place de la Cymaise, de la montée de Chalemont et de la Passerelle Saint-Laurent, pont uniquement aux piétons et aux cycles et qui permet de rejoindre la rive gauche de l'Isère. Le pont de la citadelle situé à quelques mètres en amont est ouvert à la circulation des véhicules à moteur. La porte Saint-Laurent sur la place du même nom est située à l'autre extrémité de la rue.
Cette rue est encore quelquefois dénommée « la petite Italie » en raison de ses façades colorées de ses constructions et du fait qu'un grand nombre de ses habitants étaient d’origine italienne au début du XXe siècle.

### Accès

#### À pied
Cette voie est ouverte aux cycles et aux piétons et partiellement aux véhicules de tourisme entre la place Saint-Laurent et la rue André-Chevallier.

#### En voiture
Le quai Perrière et le quai de France qui longent l'Isère, en parallèle de cette rue, sont une partie de la route départementale 590 (RD590) qui relie la Porte de France (RD1075) avec la commune de Meylan (RD1090).

#### En transport en commun
La rue Saint-Laurent est desservie directement par plusieurs lignes de bus, mais aussi par les lignes ligne A et D du réseau de tramway de l'agglomération grenobloise. La station la plus proche est située en centre ville, de l'autre côté de l'Isère et se dénomme Dubedout - Maison du Tourisme.

## Origine du nom

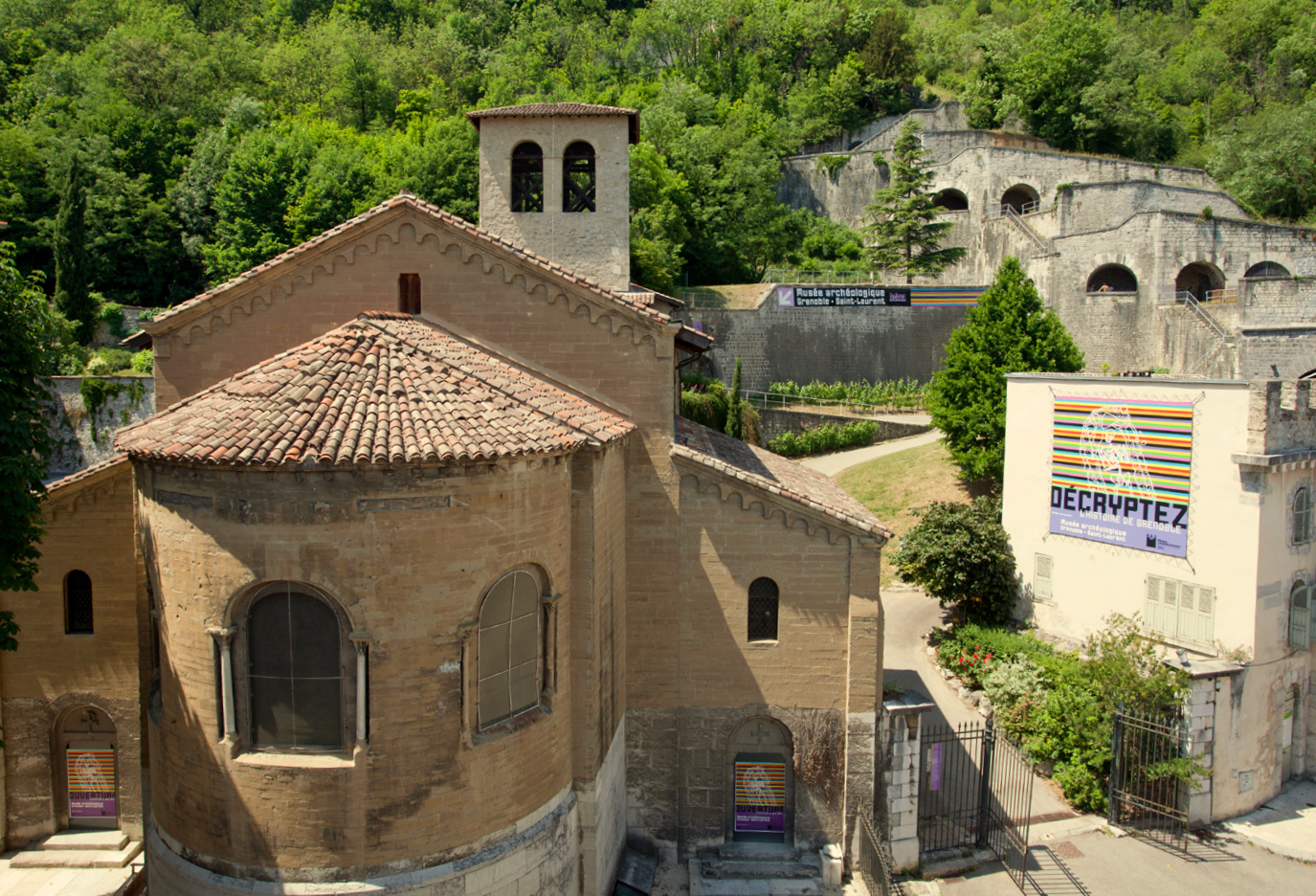
Église Saint-Laurent.

Cette rue doit son nom à la présence de l'église Saint-Laurent située au début de celle-ci. La première mention écrite de l'église carolingienne Saint-Laurent du IXe siècle remonte au mois de février 1012, à l'occasion d'une charte de donation de cet édifice par l'évêque Humbert d'Albon de Gratianopolis aux moines bénédictins de Saint-Chaffre en Velay.

## Historique

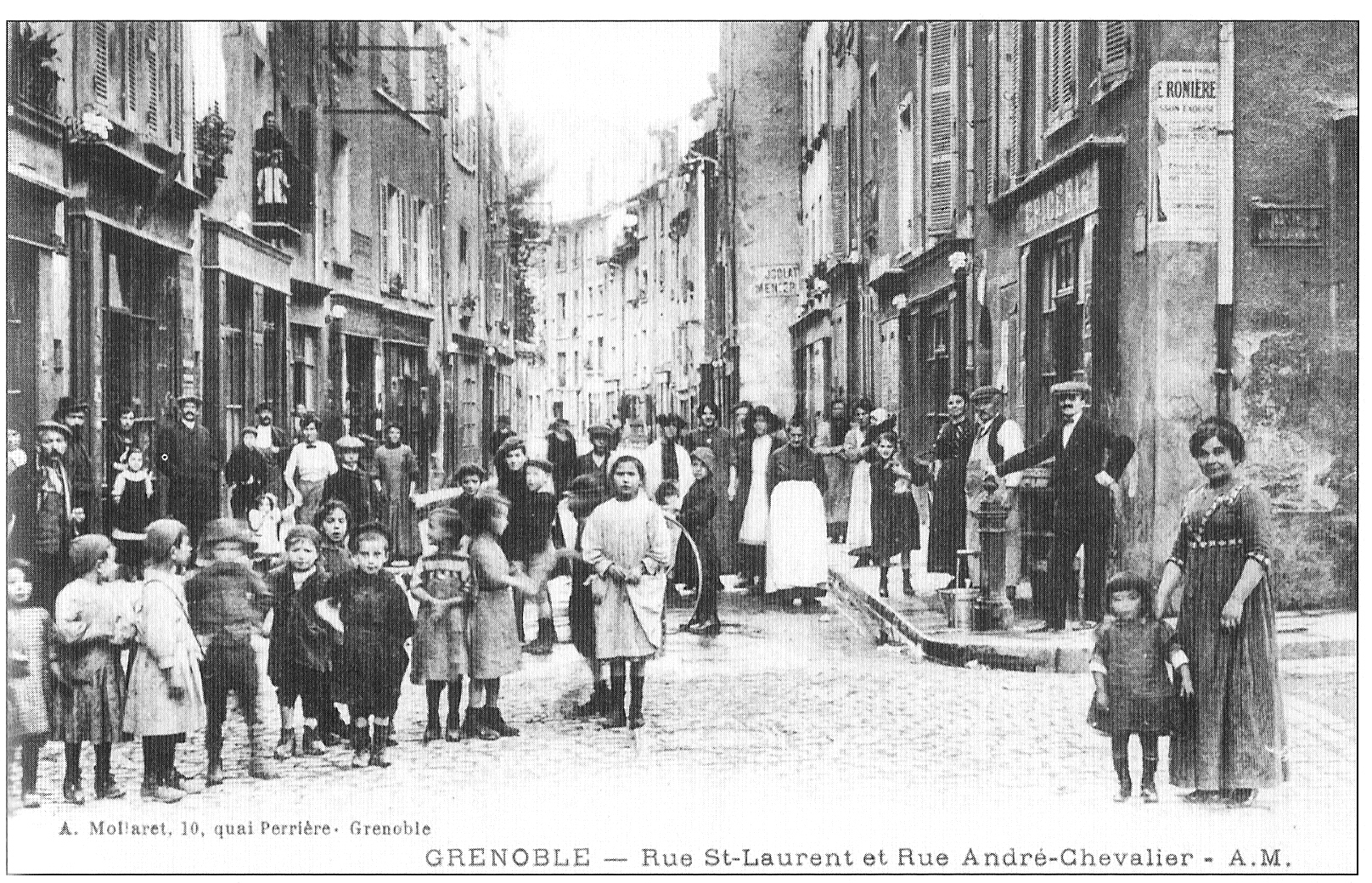
La rue Saint-Laurent en 1925.

### Antiquité
La création de cette rue et du quartier qui l'entoure datent de l’époque gallo-romaine, au temps de Cularo. Un petit faubourg s’était alors développé au pied de la Bastille, sur la rive droite de l’Isère, mais en dehors de l’enceinte romaine entièrement située sur la rive gauche.

### Moyen Âge
À la fin du Xe siècle, le monastère Saint Laurent devient une église paroissiale. La création du faubourg semble donc remonter à cette époque. Le bâti évolue et se transforme selon les usages et les besoins.

### Renaissance
Le premier hôtel des monnaies de la ville s'installe au n° 97 de la rue Saint-Laurent. On y frappe la monnaie royale entre 1490 et 1732. Par la suite, les ateliers seront transférés rue des Vieux-Jésuites, rebaptisée rue Jean-Jacques-Rousseau durant la révolution française.

## Bâtiments remarquables et lieux de mémoire
- Le musée archéologique Grenoble Saint-Laurent est situé à l'angle de la place et de la rue Saint-Laurent.
- La Porte Saint-Laurent, une des rares portes de ville de Grenoble, encore visible, est située à l'extrémité de la rue.
- Le Café des Arts situé au no 36 de la rue est une salle de spectacle.